# The Sound of Madness
Albums de Shinedown
Us and Them
(2005) Amaryllis
(2012)
Lives par Shinedown
Live from the Inside
(2005) Somewhere in the Stratosphere
(2011)
The Sound of Madness est le troisième album musical du groupe Shinedown sorti en 2008.

## Liste des chansons

### Version originale
| No  | Titre                       | Durée |
| --- | --------------------------- | ----- |
| 1.  | Devour                      | 3:50  |
| 2.  | Sound of Madness            | 3:54  |
| 3.  | Second Chance               | 3:40  |
| 4.  | Cry For Help                | 3:20  |
| 5.  | The Crow and the Butterfly  | 4:13  |
| 6.  | If You Only Knew            | 3:46  |
| 7.  | Sin With A Grin             | 4:00  |
| 8.  | What A Shame                | 4:18  |
| 9.  | Cyanide Sweet Tooth Suicide | 3:11  |
| 10. | Breaking Inside             | 3:51  |
| 11. | Call Me                     | 3:40  |

### Version Deluxe
| No  | Titre                       | Durée |
| --- | --------------------------- | ----- |
| 1.  | Devour                      | 3:50  |
| 2.  | Sound Of Madness            | 3:54  |
| 3.  | Second Chance               | 3:40  |
| 4.  | Cry For Help                | 3:20  |
| 5.  | The Crow And The Butterfly  | 4:13  |
| 6.  | If You Only Knew            | 3:46  |
| 7.  | Sin With A Grin             | 4:00  |
| 8.  | What A Shame                | 4:18  |
| 9.  | Cyanide Sweet Tooth Suicide | 3:11  |
| 10. | Breaking Inside             | 3:51  |
| 11. | Call Me                     | 3:40  |
| 12. | I Own You                   | 3:37  |
| 13. | The Energy                  | 3:28  |
| 14. | Son of Sam                  | 3:38  |